# サンドアート
サンドアート（英語: Sand art）とは、一般に、サンド即ち「砂」をマチエールとして行なわれる芸術活動全体や作品を指す。

## 概要
「サンドアート」という芸術分野は、いくつかの種類に分類される。砂浜の砂で城等を造形する「砂像（サンドスカルプチュアーもしくはサンドスタチュー）」は、日本の小学校教育にも取り入れられている。このほかに、糊の貼られたシートにマスキングして色砂をまぶして作る「砂絵（サンドペインティング）」。瓶の中に色砂を敷き詰めて、その地層の模様で絵を描く「グラスサンドアート」。バックライトでガラスの上の砂を照らし、オーバーヘッドでストップモーション撮影をする「砂アニメーション（サンドアニメーション）」。バックライトでガラスの上の砂を照らし、オーバーヘッドでライブ中継し、次々と砂絵を描いていき物語を展開させる「サンドアートパフォーマンス」等がある。時に「サンドアートパフォーマンス」も「サンドアニメーション」と呼称されることがあり、混乱の元となっているが、アニメーションの定義は「フレーム・バイ・フレーム」（コマ撮り）であり、「サンドアートパフォーマンス」は正確にはアニメーションではない。
世界の伝統工芸や伝統芸能の多くにもサンドアートが存在する。チベット仏教の「砂曼荼羅」は、色砂を用いて何週間もかけて曼荼羅を描く宗教芸術。日本にも「盆石」というサンドアートの文化が存在する。黒いお盆の上に、白い砂で自然の風景を描き、石を岩や山に見立て配置する、日本古来の縮景芸術の一つ。また、日本には、1600年代に造られた、縦122メートル、横90メートル、周囲345メートルの巨大な砂絵『銭形砂絵』が香川県観音寺市に現存している。テレビ時代劇『銭形平次』（大川橋蔵版）のタイトルバックにも使用されたことでも有名。

## サンドアートパフォーマンス
日本においてサンドアートパフォーマンスが一般に知られるようになったのは、1996年、広島国際アニメーション映画祭で来日したハンガリーのフェレンク・カーコが、実演したことに端を発する。
国際的に著名なサンドアートパフォーマーは、フェレンク・カーコ（ハンガリー）のほかイラーナ・ヤハブ（イスラエル）、クセニア・シモノヴァ（ウクライナ）がいる。2008年から始めたクセニア・シモノヴァは、テレビ番組『ゴット・タレント』に出演し番組で優勝。YouTubeにアップロードされたこのパフォーマンス映像は、全世界で5,000万以上の再生回数を記録し、サンドアートパフォーマンスの存在を世界に広く知らしめた。東アジア圏では、キム・ハジュン（韓国）、荘明達（台湾）、日本では、飯面雅子、伊藤花りん、kisato等のパフォーマーが活動している。

## 砂像彫刻家
- 保坂俊彦（日本）
- 茶圓勝彦（日本）

## グラスサンドアート作家
- 椿Ako（日本）
- 戸川　隆(日本)　2015年全国大会優勝

## 砂アニメーション作家
- キャロライン・リーフ（アメリカ）
- フェレンク・カーコ（ハンガリー）
- 飯面雅子（日本）
- 若見ありさ（日本）
- 永田ナヲミ（日本）